# Campanha da Fraternidade de 2008
A Campanha da Fraternidade de 2008, organizada pela Conferência Nacional dos Bispos do Brasil, tem como tema Fraternidade e Defesa da Vida, com o lema "Escolhe, pois, a Vida". A campanha está focada na defesa da vida em suas várias dimensões.  Apóia as campanhas pró-vida e manifesta-se contra o aborto, a eutanásia e experiências científicas com embriões humanos. O texto-base apóia a pesquisa científica com células-tronco adultas, mas não com as embrionárias. Além destes temas, também são abordados os temas da biodiversidade, ecologia, da necessidade de justiça social e da reforma agrária no Brasil.

## Objetivos específicos
A apresentação do texto-base também explicita os seguintes objetivos específicos:
- Fundamentar as ações em defesa da vida em uma antropologia (visão da pessoa humana) integral, sem reducionismos.
- Promover a família como espaço de defesa da vida, através do fomento à paternidade e maternidade responsáveis e do acolhimento aos idosos, doentes e sofredores.
- Promover a "cultura da vida" através da educação da afetividade que leve à co-responsabilidade entre homem e mulher e à solidariedade para com todos.
- Unir-se aos diversos grupos culturais e religiosos em defesa da vida.
- Despertar e desenvolver a consciência crítica sobre as estruturas geradoras de morte e promotoras da comercialização e manipulação da vida humana.
- Apoiar e propor políticas públicas que promovam a vida.
- Fomentar o crescimento na fé, que se expressa no amor a Deus e aos irmãos, imagem e semelhança de Deus e habitação da Trindade; valorizar os elementos de defesa da vida em outras religiões.

Fomentar:Promover o desenvolvimento de;estimular.

## O cartaz da Campanha da Fraternidade
O cartaz da Campanha da Fraternidade 2008 apresenta um idoso sorrindo ao segurar um bebê que dorme tranqüilamente em seus braços. A mensagem do cartaz quer apresentar a dignidade da vida humana em todas as suas fases. O idoso está na condição de zelar pela vida do bebê, simbolizando o cuidado constante que o ser humano deve ter com a vida do semelhante.  O bebê, entregue aos cuidados do idoso representa a confiança na valorização da vida humana que deve estar presente em cada ser humano.  As diferenças observadas entre o bebê e o idoso quer apontar que a proteção à vida ultrapassa os vínculos familiares e as diferenças religiosas, sociais ou raciais, pois todos são igualmente portadores da dignidade humana e da filiação divina.
Outros Motivos:
Fomentar as ações em defesa da vida em uma antropologia (visão da pessoa humana) integral, sem reducionismos.
Promover a família como espaço de defesa da vida, através do fomento à paternidade e maternidade responsáveis e do acolhimento aos idosos, doentes e sofredores.
Promover a "cultura da vida" através da educação da afetividade que leve à co-responsabilidade entre homem e mulher e à solidariedade para com todos.
Unir-se aos diversos grupos culturais e religiosos em defesa da vida.
Despertar e desenvolver a consciência crítica sobre as estruturas geradoras de morte e promotoras da comercialização e manipulação da vida humana.
Apoiar e propor políticas públicas que promovam a vida.
Fomentar o crescimento na fé, que se expressa no amor a Deus e aos irmãos, imagem e semelhança de Deus e habitação da Trindade; valorizar os elementos de defesa da vida em outras religiões